# Крупка стручкувата
Крупка стручкувата (Draba siliquosa) — вид квіткових рослин родини капустяних (Brassicaceae).

## Біоморфологічна характеристика
Це багаторічна рослина 3–15 см заввишки. Стебла розгалужені, зверху голі, знизу часто зірчасто волосисті. Прикореневі листки зібрані в густі розетки, ланцетні, до 1 см завдовжки, запушені зірчастими та декількома простими волосками. Стеблових листків зазвичай 2, менших за прикореневі. Пелюстки білі, 2–3 мм завдовжки. Чашечка волосиста. Стручки овальні, голі, часто закруглені на кінцях, 3–9 мм завдовжки. Насіння обернено-яйцювате чи еліптичне, плоске, 1.1–1.3 × 0.7–0.8 мм; поверхня гола, без блиску, коричнева. 2n = 16.

## Поширення
Росте у Європі й на заході Азії: Австрія, Болгарія, Словаччина, Франція, Німеччина, Іран, Італія, Північний Кавказ, Польща, Румунія, Іспанія, Швейцарія, Вірменія, Туреччина, Україна. Поширений у горах Центральної та Південної Європи від Піренеїв до Карпат, на вапнякових скелястих ущелинах і гравійних схилах, на висотах до 3400 метрів
В Україні росте на вапнякових та піщанистих схилах, іноді на сланцях у субальпійському поясі Карпат, пд.-сх. ч. (на хр. Чорногора, гори Близниця, Петрос, Говерла, Гормонеска, Чивчинські).